# Bundesautobahn 647
Pour les articles homonymes, voir A647.
La Bundesautobahn 647 était le projet d'une Bundesautobahn dans le Land de Hesse.

## Histoire
Appelée Taunusautobahn, L'A 647 devait conduire de Francfort-Höchst à Königstein im Taunus.
Elle ne fut jamais réalisée comme une autoroute. La Bundesstraße 8 fut aménagée comme une autoroute, sur un tronçon de 7 km de long entre Francfort-Höchst et Kelkheim-Hornau. La poursuite des constructions jusqu'à Königstein fut classée dans le Plan fédéral des infrastructures de transport de 2003 comme un besoin supplémentaire sans loi d'urbanisme avec un mandat de planification spécial pour la conservation de la nature.